# Jean Laurent Legeay
Jean Laurent Legeay, auch Le Geay und weitere Schreibweisen, (* nach 1710 in Paris; † nach 1786 in Rom oder Frankreich) war ein französischer Architekt, Maler und Kupferstecher.

## Leben und Wirken

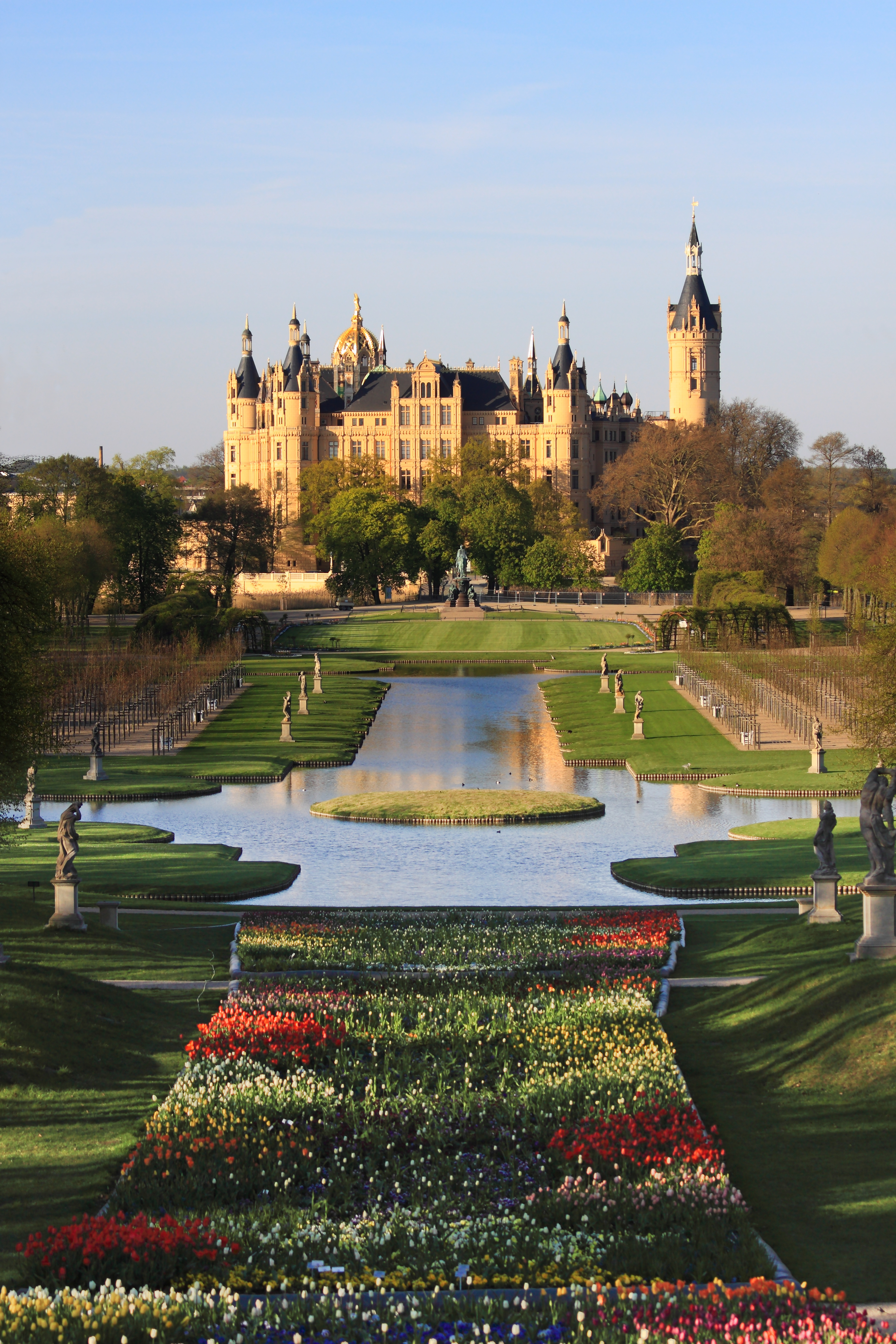
Schweriner Schlossgarten

Jean Laurent Legeay absolvierte sein Studium an der Pariser Académie royale d’architecture und erhielt 1732 für den Entwurf eines Kirchenportals den Prix de Rome. Mit der Auszeichnung war ein Stipendium für einen Studienaufenthalt in Italien an der Académie de France à Rome verbunden, die von 1725 bis 1803 im Palazzo Mancini am Corso untergebracht war. Mit mehrjähriger Verzögerung hielt er sich aber erst ab 1739 in Rom auf und kehrte 1742 wieder nach Paris zurück, wo er möglicherweise bis 1748 tätig war, Theaterdekorationen für Jesuiten entwarf und Architekturkurse gab. Zu seinen Schülern zählten unter anderem Étienne-Louis Boullée, Charles de Wailly (1730–1798), Pierre-Louis Moreau-Desproux (1727–1793) und Marie-Joseph Peyre (1730–1785). In anderen Quellen wird vermutet, dass er bereits 1745 nach Berlin kam. Belegt ist die Zusammenarbeit mit Georg Wenzeslaus von Knobelsdorff an den Entwürfen für die zwischen 1747 und 1773 nach dem Vorbild des römischen Pantheon errichtete St.-Hedwigs-Kirche, die heutige Sankt-Hedwigs-Kathedrale, die er 1747 in einer sieben Blätter umfassenden Publikation von Kupferstichen unter dem Titel L’ église catholique qui se bastit à Berlin sur les dessins du roi veröffentlichte. Ob er selbst auch an der Bauplanung beteiligt war, ließ sich nie mit Sicherheit feststellen und wird in neueren Untersuchungen gänzlich ausgeschlossen. Die von ihm entworfene Festdekoration zur Grundsteinlegung am 13. Juli 1747 publizierte Legeay, der sich als Architecte et Peintre bezeichnete, als Radierung und veröffentlichte das Blatt am 9. September desselben Jahres in den „Berlinischen Nachrichten“. Ein bereits zwei Tage nach dem Festakt erschienene Sonderausgabe der Zeitung ging in italienischer Übersetzung mit einem lobenden Vermerk an den Vatikan in Rom: „Die Vortrefflichkeit der Musik, die Menge der Zuschauer, die schöne Ausschmückung dieses Gebäudes, erfunden und ausgeführt von Herrn Leyer, einem berühmten Architekten, […] dies Alles zusammen gab ein edleres, ein kostbareres, ein frömmeres Schauspiel als man je zuvor gesehen.“ 1751 wurde er zum Ehrenmitglied der Königlich-Preussischen Akademie der Künste und mechanischen Wissenschaften berufen.
Am 16. Oktober 1748 trat Legeay als Baumeister in die Dienste des Herzogs Christian II. Ludwig von Mecklenburg-Schwerin, der ihn 1752 zum Hofbaudirektor ernannte. Unter seiner Planung entstand der bis heute erhaltene Schweriner Schlossgarten, eine der bedeutendsten barocken Gartenanlagen in Norddeutschland.
Wie aus einem alten Entwurf hervorgeht, führte er am alten Jagdschloss Kleinow, seit 1754 Ludwigslust, den Aufbau eines Altans aus und war Anfang der 1750er Jahre an der Gestaltung der Gartenanlage nach Plänen des Schweriner Schloßgärtners Gallas unter anderem mit der Leitung für die Anlage von Springbrunnen beauftragt. Neben Maler- und Stuckarbeiten fertigte er des Weiteren die entscheidenden Entwürfe für die in den Jahren 1748 bis 1756 durchgeführte Umgestaltung des Schweriner Schlossgartens mit dem barocken Wasserparterre in der Form eines doppelarmigen Kanalkreuzes und flankierenden Rasenflächen, Baumquartieren sowie den im Jahr 1752 aufgestellten Skulpturen des Bildhauers Balthasar Permoser. Nach seinen Entwürfen entstand 1750 außerdem ein Komödienhaus, der sogenannte Barocksaal, in Rostock, angrenzend an das 1714 errichtete herzogliche Palais am heutigen Universitätsplatz. Den Saalbau dominieren ein kleiner Saal im Untergeschoss und ein Festsaal mit Rokokodekoration, der fast das gesamte Obergeschoss einnimmt. In der Rostocker Marienkirche zeichnete er für die Gestaltung der Fürstenloge (1749 begonnen, 1751 eingeweiht) verantwortlich. Es handelt sich um einen der größten Herrschaftsstühle in einer Kirche überhaupt.

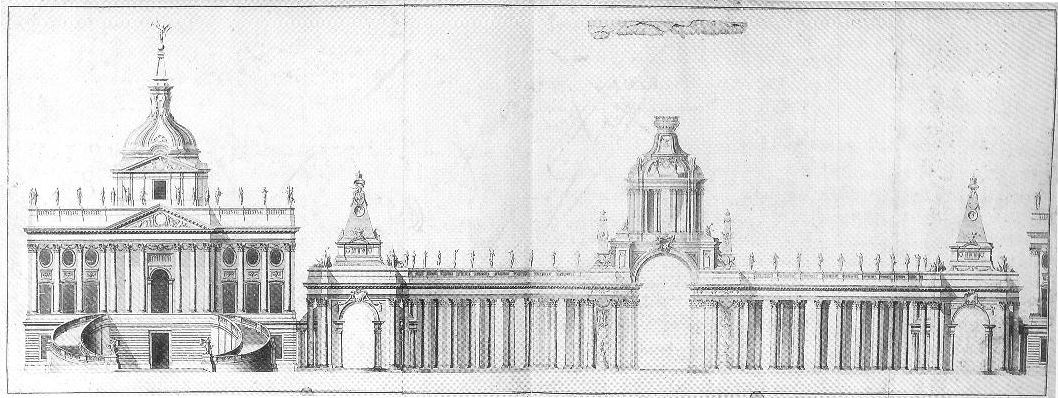
Aufrissentwurf des Südpavillons der Communs mit der angrenzenden Kolonnade, um 1764

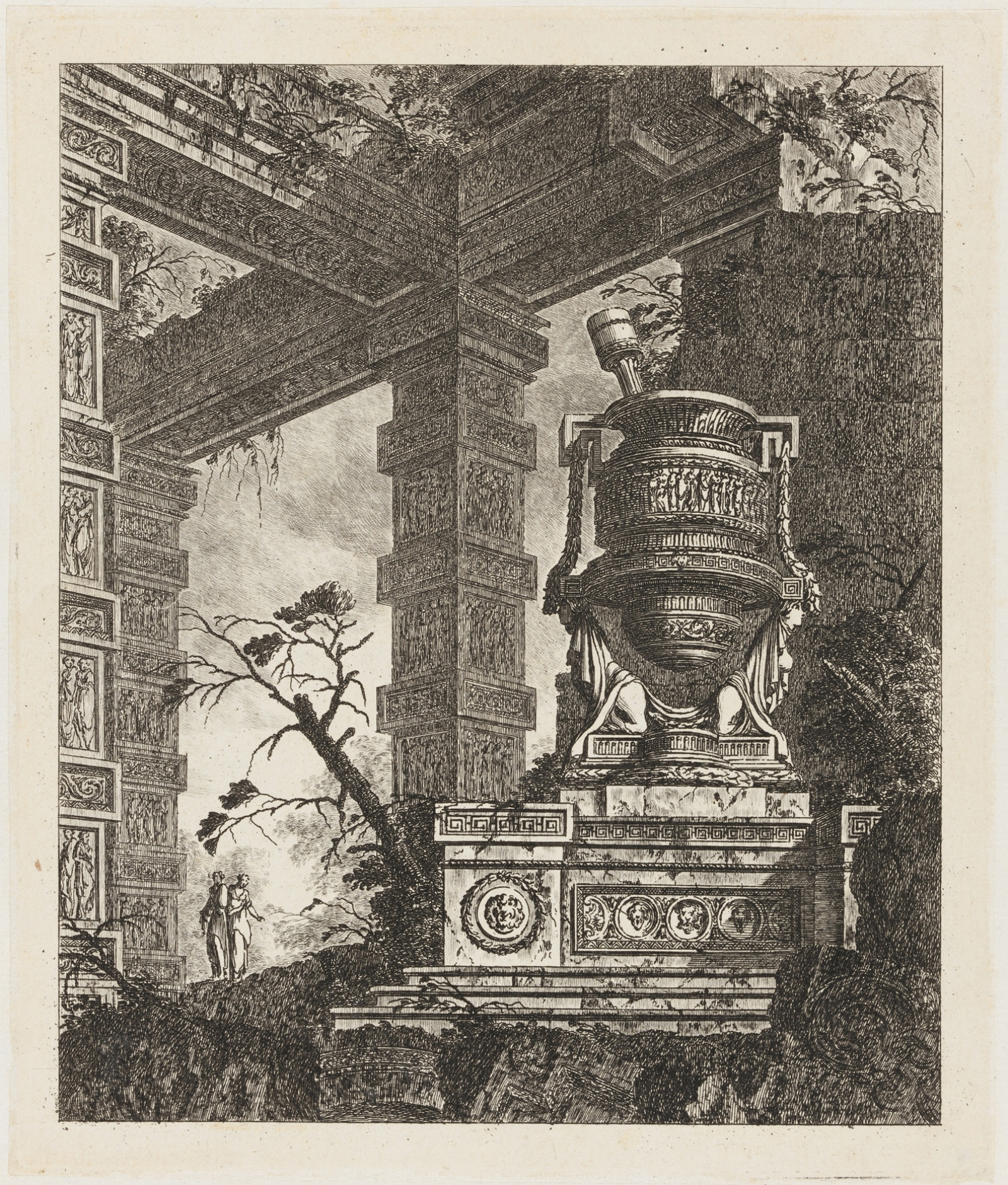
Blatt aus Collection de Divers Sujets de Vases, Tombeaux, Ruines et Fontaines […]

Nach langen Auseinandersetzungen mit dem Landbaumeister A. W. Horst bat Legeay um seinen Abschied und folgte 1756 dem Ruf Friedrichs II. an den preußischen Hof. Unter Beteiligung des Hofgärtners Joachim Ludwig Heydert entstand nach seinen Plänen zwischen 1764 und 1766 die nach ihrer figürlichen Dekoration benannte Puttenmauer unterhalb der Bildergalerie im Potsdamer Park Sanssouci. Ein Jahr zuvor wurde er zur Planung des 1763 bis 1769 erbauten Neuen Palais und der dazugehörenden Wirtschaftsgebäude, der sogenannten Communs hinzugezogen. Durch die Mitwirkung der Architekten Johann Gottfried Büring, Heinrich Ludwig Manger und dem später hinzugekommenen Carl von Gontard ist der Anteil Legeays am Gästeschloss nicht genau abgrenzbar. Für die Gesamtanlage der zwischen 1766 und 1769 erbauten Communs mit der verbindenden, halbkreisförmigen Kolonnade im Stil des klassizistischen Barocks zeichnet jedoch Legeay verantwortlich. Auf Wunsch Friedrichs II. überarbeitete Gontard die Entwürfe kurz vor Baubeginn noch einmal und nahm Änderungen an der Fassadengestaltung sowie der Kolonnade vor. In dem Zusammenhang überwarf sich Legeay mit Friedrich II., sodass er Preußen 1765 verließ und nach England übersiedelte.
In London fertigte er einen Entwurf für Schloss und Park in Ludwigslust und sandte ihn an den Sohn und Nachfolger des 1756 verstorbenen mecklenburgischen Herzogs Christian II. Ludwig, Friedrich, der die Anlage durch den Architekten Johann Joachim Busch zu seiner Residenz ausbauen ließ. In seinem Plan schlug Legeay einen Barockpark vor, den er in Teilbereichen im Sinne englisch-romantischer Gartenbaukunst abwandelte. Danach betätigte er sich nur noch als Kupferstecher. Neben der erwähnten Stichfolge mit der Berliner Sankt-Hedwigs-Kathedrale publizierte er 1767 sechs Blätter Fontane per laqua del inventione di Giovani Lorenzo Legeay, 1768 sechs Blätter Rovine inventione, sechs Blätter Tombeaux und sechs Blätter Vasì, die er 1770 unter dem Titel Collection de Divers Sujets de Vases, Tombeaux, Ruines et Fontaines, Utiles Artistes, Inventée et Gravée par J. L. Le Geay, Architecte à Paris, chez Mondhare in Paris veröffentlichte, wohin er um 1770 zurückging. Zudem gab er sechs Blätter mit dem Titel Fontaines Paris chez Huquier und ein Blatt Cartouche heraus. Gegen Ende seines Lebens beschäftigte sich Legeay hauptsächlich mit der Erfindung nautischer Geräte. Aus dem südfranzösischen St. Chignan bei Narbonne erbat er vom mecklenburgischen Herzog Friedrich Franz I. im September 1786 eine Pension, um in Rom leben zu können. Ob diese bewilligt wurde, ist unbekannt, ebenso ob er in Frankreich oder Italien starb.
Von Jean Laurent Legeay gibt es nur wenige ausgeführte Bauten und Gartengestaltungen. Sein Talent lag vielmehr im Entwerfen und Zeichnen. Während seines Aufenthaltes in Rom beschäftigte er sich mit der Architektur der Antike, die er auf Kupferstichen phantasievoll darstellte, ähnlich Piranesis Bildkompositionen in der Art des Capriccios. Die Zeichnungen und Stichserien in suggestiven Architekturdarstellungen nahmen Einfluss auf die Stipendiaten der Académie de France à Rome, die seit den 1740er Jahren die neue Sichtweise auf die Antike nach ihrer Rückkehr in die profane Baukunst Frankreichs brachten, woraus sich schließlich der Baustil des Klassizismus entwickelte.